# Bălțijska stepa
Bălțijska stepa (romunsko Stepa Bălțului, rusko Бельцкая степь, latinizirano: Bel'ckaja step') je gričevnato območje z nekaj drevesi (razen tistih v bližini rek Dnester, Răuta ter številnih jezer in potokov), kjer prevladujejo kmetijsko obdelana zemljišča, občasno pa tudi trave in grmičevja, v severnem delu Moldavije. Podnebje na območju je celinsko, s suhimi vročimi poletji in mrzlimi zimami
Bălțijska stepa ima površino 1920 km², od tega je 2,7 % (51 km²) gozdov. Območje je, tako kot ostala Moldavija, tradicionalno kmetijsko, ki mu daje prednost več dejavnikov, kot je černozjom (črna zemlja).
Neokrnjeno naravno bogastvo severne Moldavije je postalo znano kot Bălțijska stepa šele v začetku dvajsetega stoletja.

## Geografija
Kot geografsko območje je Bălțijska stepa ena od treh komponent Moldavske nižine, ki je obenem ena od šestih komponent Moldavske planote. Na severu višine dosežejo 200-250 m, na jugu pa se znižajo na 150 m. Površje je močno nagnjeno proti jugu, razčlenjeno z dolinami, grapami in grebeni, običajno s simetričnimi pobočji. Na pobočjih rečnih dolin se na površje pojavljajo apnenčaste kamnine, nad katerimi so različne plasti morske gline in glinaste ilovice, včasih tudi peščene ilovice. Ponekod glinaste kamnine vsebujejo topne soli. Terase in spodnje dele nekaterih pobočij tvorijo puhlični nanosi. V dolinah in na travnikih so se kopičile deluvialne in pogosto plastovite naplavine, nastajali so aluvialni stožci hudournikov padavinske vode.
V Moldaviji Bălțijsko stepo in dolino srednjega toka reke Prut (površine okoli 2930 km²) včasih skupaj imenujejo Moldavska nižina, vendar je treba opozoriti, da se v Romuniji slednji izraz uporablja kot sinonim za planoto Jijia. Pred letom 1940 je izraz pomenil nižino Jijia plus dolino srednjega Pruta in Bălțijsko stepo, ker imajo tri regije enak relief in naravno vegetacijo. Da bi bile stvari še bolj zapletene, sta v Moldaviji včasih Bălțijska stepa in dolina srednjega Pruta združena v en izraz, Bălțijska stepa. Skupaj pokrivajo občino Bălți, okrožja Glodeni, Rîșcani in Fălești ter dele okrožij Drochia, Sângerei in Ungheni.
Vode Bălțijske stepe tečejo v reko Răut, medtem ko vode doline srednjega Pruta tečejo v reko Prut.
Bălțijska stepa ima nadmorsko višino približno 200 m, nižje od okoliške srednjemoldavske planote (na jugu) in Dnestrskega hribovja (na severu in vzhodu). 

### Podnebje
Podnebje je zmerno celinsko. Povprečna letna temperatura je 8,0-8,5° C. Povprečna letna količina padavin je 510-545 mm, od tega 344-372 mm v toplem obdobju (april - oktober) in le 165-171 mm v hladnem obdobju (november-marec). Trajanje vegetacijskega obdobja je 167-176 dni, sončno obdobje - 290-300 dni, trajanje insolacije - 2050-2100 ur.

### Tla
V Bălțijski stepi prevladujejo tipični černozjomi. Na prvi pedološki karti, ki jo je razvil Grosul-Tolstoj, je bila stepa vključena v pravi černozjomski pas. Dokuceaev meni, da je to območje tipično-černoziomsko. Rahlo razgiban relief ter prevlado tipičnih in izluženih černozjomov so pogojevali izjemno izkoriščenost ozemlja. Zaradi popolne uporabe černozjomov, izboljšanja aluvialnih in hidromorfnih tal, slanih močvirij in barij je ozemlje okrožja postalo ogromen kmetijski masiv, ki ga sekajo le ozke doline. Čeprav je zemljišče v celoti izkoriščeno, je zaradi rahlo razgibanega reliefa erozija tal razmeroma slabo razvita. Zmerno in močno erodirana tla zavzemajo le 20 odstotkov celotne površine. V zadnjih 40 letih se je površina erodiranih tal rahlo povečala. Plazovite površine ne presegajo 5 odstotkov ozemlja. Manj kot 2 odstotka zavzemajo soline in kompleksi zasoljenih tal. Več kot 1 odstotek zavzemajo apnenčasta tla.
Za tipične in izlužene černozjome je značilna visoka in zelo visoka rodovitnost in se priporočajo za naslednje namene in pridelke: sladkorna pesa, tobak, zelenjava, žita, sončnice, stročnice (soja), nasadi jablan, las, oreh. Na nizkih terasah reke Răut in njenih pritokov so tla primerna za namakane vrtove.

## Vegetacija in kmetijstvo
Tradicionalna naravna vegetacija tega območja položnih gričev je bila gozdna stepa. Danes pa se intenzivno obdeluje in je zato prikazana kot stepa.
Več kot 80 % zemljišč se uporablja za intenzivno kmetijstvo, manj kot 3 % pa je gozdov.
Kmetijstvo pretežno prevladuje v tradicionalni vegetaciji, (listnatih) gozdovih in občasno v gozdnih stepah. Živalski svet regije predstavljajo zajci, srne, štorklje, gosi in race, vendar se je v zadnjem pol stoletja število teh vrst zmanjšalo, ker je ostalo le nekaj gozdnih habitatov. Tradicionalno za območje je konjereja, v 20. stoletju se je Bălțijska stepa specializirala za živinorejo (krave, ovce) in perutnino.
Pridelujejo dve sorti ozimnega ječmena Auriu in Sokor, ki ga proizvaja Raziskovalni inštitut Bălți Selecția, specializiran za poljske pridelke. V razmerah nestabilnega vlaženja Bălțijske stepe so zelo produktivni.

## Pesniki in osebnosti o Bălțijski stepi
- V 5. stoletju pred našim štetjem je Herodot obiskal podeželje med rekama Dnester in Prut in opisal kraj kot »ravnino z globoko črno zemljo, bogato s travo in dobro namakano«.
- Litovski princ Vladislav II. Poljski Jagielo je o Moldaviji govoril kot o »bogati in plodoviti državi«.
- Po pričevanju Benečana Mateusa de Murana je bila »država zelo dobro locirana, bogata z živino in vsemi vrstami sadja, pašniki so popolni«.
- Bogati naravni viri Moldavske/Bălțijske stepe so vedno privabljali nomade. Prebivalci so v begu pred uničujočimi vpadi zapustili zaležena mesta in se skrili v gozdove. Francoski vitez Guilbert de Lannoy, ki je te kraje obiskal leta 1421, je omenil nepomembno prebivalstvo regije: »premikali smo se skozi velike puščave«.
- Svetovalec madžarskega kralja Georgea Reihersdorfa (sredina 16. stoletja) se je pritoževal nad potovanjem po »praznih, nenaseljenih deželah«. Leta 1541 je izdelal prvo geografsko karto (ohranjeno do danes) Moldavske kneževine, na kateri sta prikazani reki Dnester in Prut ter mesta in druga območja, poudaril pa je tudi velike stepe.
- Zemljevid Moldavije je narisal diplomat Sigismund von Herberstein. Na njegovem zemljevidu so vidna puhlična območja - Bălțijske stepe na severu in Bugeac stepe na jugu.
- V 17. stoletju sta romarja Pavel Alepski (sirski diakon) in Ioan Lukianov (ruski duhovnik) potovala na poti v Sveto deželo skozi Bălțijsko stepo. Ta dva popotnika sta bila presenečena nad katastrofalnim stanjem dežele, ki je nekoč cvetela: »Bolje, da ne bo opustošena, saj drugega takega ni mogoče najti, lahko prinese kakršno koli«.
- Angleški popotnik John Bell, ki je tudi obiskal Moldavijo in pisal o plodnih tleh in »majhnih lepih mestih« – govoril o Bălțiju in drugih krajih, ki ležijo ob Răutu.
- Ruski geograf K. Laksman je opisal Bălțijsko stepo v začetku 19. stoletja: »Na severu je stepa, kjer skoraj sploh ni dreves. Na severozahodu stepa ni tako brez gozda«.
- Znanstvenik K. Arseniev je omenil, da je sever Besarabije »pristna mešanica sušnih step z najbolj rodovitnimi pašniki, bogatimi travniki in vrtovi«.
- Popotniki in učenjaki so bili presenečeni nad kontrastom med bogatimi naravnimi viri Bălțijske stepe in njeno nizko populacijo v vojni raztrganem 18. stoletju, pogubnim stanjem kmetijstva ter revščino lokalnega prebivalstva.
- »Puščava, odpadki, gola stepa ... Naselitev med neomejenimi prostranstvi Bălțijske stepe se ni zgodila v skladu z logiko, ampak proti njej. Življenje oddaljenih prednikov Balțirjev je bilo polno težav in križev, vendar so uspelo se upreti.«
- »Moldavska polja, kot jih opisujejo tako stari kot sodobni pisci, so velika po svoji rodovitnosti, daleč presegajo bogastvo gora« (Dimitrij Cantemir, Descriptio Moldaviae)
- »Ali bo kdo opisal besarabske stepe, res si zaslužijo opis. Za to pa je potreben talent nepozabnega Gogolja, ki nam je tako lepo upodobil stepe svoje domovine. In besarabske stepe niso nič manj lepe.« (Constantin Stamati-Ciurea)

## Prebivalstvo
Prve človeške naselbine so se pojavile na ozemlju Bălțijske stepe v starih časih. Arheološka izkopavanja pričajo, da so se ljudje tu naselili že v kameni dobi.

## Zgodovina
Zgodovinsko gledano je Bălțijska stepa dom tatarskega ljudstva iz plemena Zlate Horde. Nekaj stoletij prej je bila Besarabija pod oblastjo Pečenegov. Okoli leta 1511 se je z juga začela počasna osvajalska akcija pod vodstvom sultana Bajazida II. Od začetka 16. stoletja do leta 1859 je bila kneževina Moldavija, vazalna država Otomanskega cesarstva, njena zahodna soseda. To rodovitno območje je bilo tarča habsburških in ruskih širitvenih prizadevanj v 18. in 19. stoletju. Od leta 1812 je meja med Otomanskim cesarstvom in Rusijo potekala po reki Prut. Rusija je na dodeljenem ozemlju ustanovila gubernijo Besarabija. Srednjebesarabski Kišinjev (Chişinău) je postal glavno mesto. Mihail Semjonovič Voroncov je leta 1823 postal generalni guverner Nove Rusije in Besarabije.
Do mehanizacije in kolektivizacije kmetijstva v sovjetski dobi je bilo v živinoreji govedo pogostejše od konjev. Besarabski kmetje so za vprego pri obdelovanju njiv uporabljali predvsem vole, priseljeni besarabski Nemci pa le konje. Nemški izseljenci, ki jih je ruski car Aleksander I. od leta 1813 naprej poklical v državo kot koloniste, so kot samostojni kmetje delali na lastni zemlji.

## Unescova dediščina
Dediščina je na poskusnem seznamu Moldavije. Černozjom je ena najbolj rodovitnih tal. Poskusno območje obsega pet lokacij v okolici mesta Bălți, kjer so do 50 let izvajali dolgotrajne poljske poskuse, da bi preučili vpliv različnih kmetijskih praks, kot je uporaba kolobarjenja ali monokulture, ter različnih sistemov obdelava tal, gnojenje in namakanje na pridelek in rodovitnost tal. Bălțijska stepa je bila pomembna za razvoj znanosti o tleh v 19. stoletju.